# Río Pentecôte
El río Pentecôte (en francés: Rivière Pentecôte) es un río de la región de Côte-Nord o de la provincia de Quebec, Canadá. Es un afluente del Golfo de San Lorenzo, en el que desemboca junto a la comunidad de Rivière-Pentecôte.

## Ubicación y nombre
El río Pentecôte es un río importante en la Reserva de Vida Silvestre de Port-Cartier-Sept-Îles. Está en el municipio de Port-Cartier en la Municipalidad Regional del Condado de Sept-Rivières, Côte-Nord, Quebec..
En la lengua Innu el río se llamaba Mistecapiu, que significa "Roca escarpada". El nombre actual puede atribuirse al hecho de que Jacques Cartier llegó a la zona el día santo cristiano de Pentecostés (Pentecôte es Pentecostés en francés). Hay una referencia al río en un documento de Louis Jolliet de 1685 en el que se refiere a un río llamado "Pannecoste". Un mapa de 1695 de Deshayes muestra el "Rivière de la Pentecoste". En 1744 el cartógrafo Bellin escribió "R. Michigabiou o R. de la Pentecôte; también se llama R. Santa Margarita".

## Entorno
En la desembocadura del río Pentecôte la temperatura media anual es de 1,9 °C (35,4 °F) y la precipitación media anual es de 1.154 milímetros. Los modelos climáticos indican que más al interior la temperatura media anual sería de 1 °C (34 °F) y la precipitación media anual sería de 1.300 milímetros.
Un mapa de las regiones ecológicas de Quebec muestra el río que nace y fluye hacia el sur a través del dominio oriental de abeto/musgo de la zona boreal. El último tramo del río fluye a través del dominio de abedul blanco/abeto de la zona boreal. La mayor parte de la cuenca está cubierta de bosques dominados por la picea negra (Picea mariana), con abetos balsámicos (Abies balsamea) y en menor medida con maderas duras como el abedul blanco (Betula papyrifera), el álamo temblón (Populus tremuloides) y el álamo balsámico (Populus balsamifera). En la llanura costera los árboles dominantes son el abeto y la picea blanca (Picea glauca), con abedul blanco y en menor medida el pino jack (Pinus banksiana), el alerce (Larix laricina) y el álamo temblón..
Los peces incluyen el salmón del Atlántico (Salmo salar) aguas abajo de las cataratas Quatorze Arpents. El salmón del Atlántico utiliza el río para la reproducción. Las crías permanecen en el río de 2 a 4 años, alimentándose principalmente de larvas de insectos, luego se dirigen hacia el estuario y migran hacia Groenlandia. La pesca del salmón está permitida, sujeta a las regulaciones.
La trucha de arroyo migratoria también conocida como trucha de mar, también utiliza la desembocadura del río para alimentarse y a veces migra varios kilómetros desde la desembocadura del río para desovar en aguas poco profundas. Otros tipos de peces son el eperlano arco iris (Osmerus mordax), la anguila americana (Anguilla rostrata), y la trucha de arroyo (Salvelinus fontinalis). La trucha arco iris (Oncorhynchus mykiss) es rara, pero se ha notificado..

## Curso
El río Pentecôte tiene 124 kilómetros de largo. Se origina en el Lago Bourgeois, uno de los lagos a lo largo de la ruta del Ferrocarril Cartier, y fluye hacia el sureste para desembocar en el Golfo de San Lorenzo al lado de la comunidad de Rivière-Pentecôte. En la localidad llamada "La Porte-de-Caotibi" el río Pentecôte discurre más de 25 kilómetros a través de un valle en forma de V con pendientes muy empinadas de más de 400 metros de altura en algunos lugares. Pasa por encima del Monte J'Y-Vois-le-Nord, y luego continúa hacia el sur a través de los 17 kilómetros del lago Pentecôte hasta el Saint-Laurent. Es navegable en pequeñas embarcaciones a lo largo de 4 kilómetros desde su desembocadura, donde fluye entre escarpados bancos de arena y arcilla. Se puede navegar en canoa durante 13 kilómetros hasta el salto de los Arpentes de Quatorze.
El río desciende 701 metros desde su nacimiento hasta su desembocadura. El caudal anual estimado en su desembocadura es de 57,3 metros cúbicos por segundo. Alcanza su punto máximo con un caudal medio de 130 metros cúbicos por segundo y su menor caudal medio es de 13,6 metros cúbicos por segundo. Los tributarios, de arriba abajo son los ríos Coude, Caotibi, De l'Est, Aux Couleuvres, Profonde, Aux Crapauds, Dubé y Du Pont. El salto de los Arpentes de Quatorze se encuentra a 14 kilómetros de la desembocadura del río Pentecôte. Al final de su curso el río forma dos amplios meandros antes de entrar en el Golfo de San Lorenzo.
En un informe de Radio Canadá de 2019 se señalaba que existía el riesgo de que el río rompiese la lengua de tierra que separaba el último tramo del mar, lo que provocaría que la desembocadura del río se desplazara más de 2 kilómetros hacia el sur, como había sucedido en Portneuf-sur-Mer en 1930. La lengua de arena estaba siendo erosionada tanto por el río como por las olas del Golfo, y en algunos lugares no tenía más de 12 metros de ancho. Una gran tormenta, o la siguiente inundación de primavera, podría causar que el río se desbordase y convertir la desembocadura en una marisma

## Cuenca
La cuenca del Pentecôte cubre un área de 1.980 kilómetros cuadrados. Está en el oeste de Sept-Rivières. Al este limita con las cuencas de los ríos Aux Rochers y Riverin, y al sur con la zona de los arroyos costeros de Calumet. Al oeste limita con la cuenca del río Manicouagan. La cuenca hidrográfica es alargada, unos 100 kilómetros de norte a sur y 20 kilómetros de ancho.
La llanura costera a lo largo del Golfo de San Lorenzo tiene hasta 9 kilómetros de ancho. Tiene unos pocos escarpes en la costa y luego una meseta bastante plana con una elevación de unos 100 metros sobre el nivel del mar. Hacia el interior de la llanura, una zona de colinas rocosas redondeadas de hasta 500 metros de altura se extiende hacia el norte a lo largo de 12 a 20 kilómetros. Más tierra adentro nuevamente, el resto de la cuenca es una meseta rocosa muy disecada con pendientes pronunciadas, cuyo punto más alto se encuentra en el noroeste a 792 metros. Los cursos de los arroyos son angulosos, siguiendo las fracturas en el lecho rocoso. Más arriba los arroyos tienden a seguir cursos rectos a lo largo de estrechos valles, mientras que más abajo serpentean en los depósitos de la llanura costera.
La cuenca se encuentra en una región de rocas magmáticas más o menos deformadas, que incluyen complejos de migmatita, anortosita, granito, sienita y gneis. Las zonas más altas generalmente tienen un suelo delgado con muchas grandes áreas de afloramientos rocosos. Varios de los valles contienen extensos sedimentos fluvioglaciares. La llanura costera tiene grandes cantidades de sedimentos de arcilla y limo depositados por el mar de Goldthwait después de que se retiraran los glaciares, que luego fueron cubiertos por sedimentos de estuario y deltaicos de arena más gruesa.

## Lagos
Los cuerpos de agua, incluyendo arroyos y lagos, cubren el 7% de la cuenca, mientras que los humedales cubren el 0,95%, y se encuentran principalmente en la llanura costera en zonas planas con sedimentos finos. Los principales lagos tienen todos formas alargadas a lo largo de un eje norte-sur. Son, de norte a sur:
| Lago                              | Área                                | Coordenadas                               | Ref.   | Mapa  |
| --------------------------------- | ----------------------------------- | ----------------------------------------- | ------ | ----- |
| Lago Burguois                     | 11,3 kilómetros cuadrados (4,4 mi²) | 50°35′33″N 67°31′48″O / 50.5925, -67.5300 | [ 7 ]  | EFQBT |
| Lago Simard / lago Pequeño Simard | 5,65 kilómetros cuadrados (2,2 mi²) | 50°18′17″N 67°27′53″O / 50.3047, -67.4647 | [ 8 ]  | EIDOY |
| Lago Paul-Côté                    | 4,82 kilómetros cuadrados (1,9 mi²) | 49°54′38″N 67°27′40″O / 49.9105, -67.4611 | [ 9 ]  | EHOKF |
| Lago Pentecôte                    | 21,2 kilómetros cuadrados (8,2 mi²) | 49°52′19″N 67°20′08″O / 49.8719, -67.3355 | [ 10 ] | EHOZG |

### Lago Pentecôte
El lago Pentecôte, situado en el río Pentecôte, es el más grande, con una superficie de 21,2 kilómetros cuadrados. Es muy alargado, se extiende casi 16 kilómetros de norte a sur, con una anchura de menos de 2 kilómetros. Se formó por la inundación de un valle glaciar y está en una depresión con lados escarpados que en algunos lugares se elevan casi 300 metros. La desembocadura del lago está a 17 kilómetros de la desembocadura del río. El lago Pentecôte es un lugar privilegiado para la pesca, pero se necesita una barca.

### Lago Bourgeois
No se conoce el origen del nombre del Lago Bourgeois. Está justo al sur del Gran Lago Caotibi, al que está casi conectado por un canal. El extremo sur del Gran Lago Caotibi se encuentra en la misma línea que el extremo norte del Lago Bourgeois, y el río Pentecôte continúa hacia el sur en la misma línea. El ferrocarril de Cartier, que corre a lo largo del valle del río MacDonald desde el sureste, cruza al Lago Bourgeois y corre a lo largo de su orilla noreste y luego a lo largo de la orilla este del Gran Lago Caotibi mientras continúa al norte hacia el monte Wright.
El lago Bourgeois está en el margen oriental del Sector 17B de la Reserva de Vida Silvestre de Port-Cartier-Sept-Îles. La tierra alrededor del extremo norte del lago y al este del mismo está mayormente forestada con árboles de más de 30 años, aunque hay pequeñas manchas de árboles de 10 a 30 años. El bosque al este de la parte sur del lago está totalmente protegido..